# Tok pisin
| Wikipedia | Wikipedia har en upplaga på Tok pisin. |

Tok pisin är ett kreolspråk som talas på Papua Nya Guinea och är utvecklat främst ur engelskan. Språket är modersmål för drygt 122 000 människor och andraspråk för uppemot fyra miljoner.
Tok betyder tala (jämför talk), och pisin betyder pidgin, som är det språkstadium som föregår ett fullt utvecklat kreolspråk. Ett annat namn för språket har varit tok boi som bokstavligt betyder "pojkars språk", vilket dock har en negativ kolonialistisk konnotation.
Språket anses vara livskraftigt. Dess närmaste släktspråk är bislama, pijin och Torressundöarnas pidgin.

## Fonologi

### Konsonanter
|             | Labial | Alveolar | Postalveolar | Palatal | Velar  | Glottal |
| ----------- | ------ | -------- | ------------ | ------- | ------ | ------- |
| Klusil      | p \| b | t \| d   |              |         | k \| g |         |
| Frikativ    | v      | s        | ʒ            |         |        | h       |
| Nasal       | m      | n        |              |         | ŋ      |         |
| Lateral     |        | l        |              |         |        |         |
| Approximant | w      |          |              | j       |        |         |
| Tremulant   |        | r        |              |         |        |         |

Källor:

### Vokaler
|           | Främre | Bakre |
| --------- | ------ | ----- |
| Sluten    | i      | u     |
| Halvöppen | e      | o     |
| Öppen     | a      | a     |

Det finns även två diftonger: [au] och [ai].
Källor:

## Grammatik
Tok pisins grammatik är ganska enkel eftersom språket saknar genus, kasus och numerus. Adjektiv markeras med suffix -pela som kommer från engelskans "fellow".
Fast tok pisin är baserad på engelska, finns där också lånord från bland annat tyska (gumi "gummi" och maski "macht nich": det var ingenting) och portugisiska (save "saber": att veta, pikinini "pequeno": barn).
Verb böjs inte men har suffixen -im om satsen har en direkt objekt: em i rit "han läser" versus em i ritim buk "han läser en bok".

## Status och användning

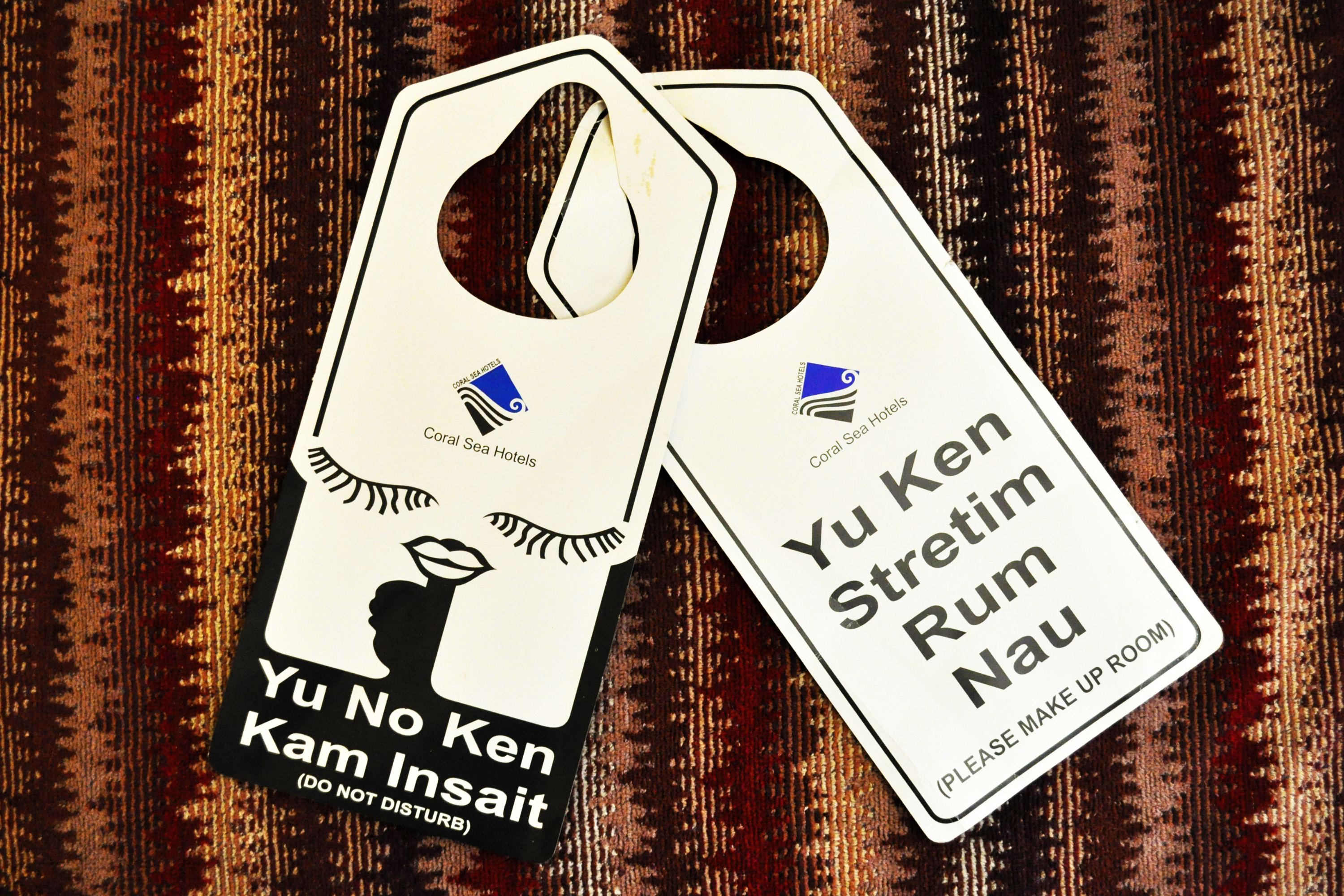
Dörrskyltar i ett hotell i Papua Nya Guinea.

Tok pisin är ett av Papua Nya Guineas officiella språk.
Kanalen EMTV sänder regelbundna nyhetsprogram, Tok Pisin Nius, på tok pisin och australienska ABC har ett trespråkigt nyhetsprogram, Wantok, på tok pisin, bislama och pijin.